# Katja Hutter
Katja Hutter (* 1982 in Rauris) ist eine österreichische Wirtschaftswissenschafterin und Hochschullehrerin an der Universität Innsbruck.

## Leben
Nachdem Katja Hutter 2008 die Diplomstudiengänge Internationale Wirtschaftswissenschaften und Wirtschaftspädagogik abgeschlossen hatte, promovierte sie in nur zwei Jahren mit Auszeichnung bei Kurt Matzler am Institut für strategisches Management, Marketing und Tourismus an der Universität Innsbruck. Forschungsaufenthalte führten sie anschließend unter anderem an die Harvard University, wo sie seit 2013 Visiting Fellow am Laboratory for Innovation Science/Crowd Innovation Lab ist. In diesem Rahmen forschte sie unter anderem zusammen mit der amerikanischen Raumfahrtbehörde (NASA). Anschließend ging sie an die Universität Salzburg, wo sie im März 2016 als Professorin für Marketing und Innovation berufen wurde. Ende 2019 wurde sie an der Universität Salzburg zudem Vizerektorin für Digitalisierung und Innovation und hatte das Amt bis Juni 2020 inne. Im September 2020 legte sie ihre Professur an der Universität Salzburg nieder. Seit Oktober 2017 ist Hutter Professorin für Innovation und Entrepreneurship an der Universität Innsbruck.

## Forschungsschwerpunkte
Ihre Forschungsschwerpunkte sind Crowdfunding und Crowdsourcing, Consumer Centered Innovation sowie Rollen und Interaktionsverhalten in Online Communities. Sie untersucht zudem, wie Unternehmen auf die Veränderung tradierter Marktlogiken reagieren.